# Dywizja Edom
80 Dywizja Edom (hebr. עוצבת אדום) – związek taktyczny piechoty Sił Obronnych Izraela. Dywizja podlega Dowództwu Południowemu. 

## Historia
Dywizja Edom została utworzona w 1979 do ochrony bezpieczeństwa granicy z Egiptem na pustyni Negew. Siedziba dywizji znajduje się w mieście Ejlat.
W związku ze wzrostem przemytu z półwyspu Synaj, w 2007 postanowiono podzielić odcinek granicy na dwie części – wschodnią i zachodnią. Równocześnie podzielono strukturę dywizji na dwie odrębne brygady, przydzielając każdej z nich osobny odcinek granicy do pilnowania.

## Zadania
Jest to terytorialna dywizja piechoty, do której zadań należy utrzymywanie bezpieczeństwa na granicy z Egiptem i na południowym odcinku granicy z Jordanią. W sytuacji wojny lub konfliktu zbrojnego dywizja realizuje powierzone zadania na południowym froncie.

## Struktura
Dywizja Edom podlega pod Dowództwo Południowe.
| Jednostki operacyjne: - Brygada Terytorialna Arava – odpowiada za wschodni odcinek granicy z Egiptem (łącznie z miastem Ejlat) i południowy odcinek granicy z Jordanią - Brygada Terytorialna Sagi – odpowiada za zachodni odcinek granicy z Egiptem (do Strefy Gazy) - 33 batalion (Karakal) – batalion mieszany (mężczyzn i kobiet) - 7489 Brygada Artylerii (Shaham) (Rezerwowa) - Jednostka Sił Specjalnych Ejlatu (Rotem) – siły specjalne o specjalności antyterrorystycznej z siedzibą w mieście Ejlat | Jednostki wsparcia: - batalion łączności Dywizji Edom |

## Dowódcy dywizji
- Moti Paz (1988–1990)
- Jusef Mishleb (1994–1995)
- Udi Salwi (1995–1998)
- Szelomo Oren (1998–2000)
- Jiszaj Ber (2000–2002)
- Szmuel Zakaj (2002–2004)
- Efi Idan (2004–2005)
- Imad Fares (2005–2007)
- Joel Starik (2007–2009)
- Tamir Jadaj (2009–2011)
- Nadaw Padan (2011–2013)
- Roi Elkabec (2013 – nadal)